# 桃花台中心站
桃花台中心站（日语：／ Tōkadai-senta eki */?）是位于日本爱知县小牧市古雅1丁目，为桃花台新交通株式会社运营的桃花台线全线中唯一的一个地下车站。

## 车站结构
为地下岛式站台1面2线车站，车站有人值守，全站安装屏蔽门，地面站厅非付费区有提公共厕所。

## 历史
- 1991年3月25日 - 启用
- 1991年7月 - 站旁的PEARE商場开业
- 2006年10月1日 - 停用

## 车站图片

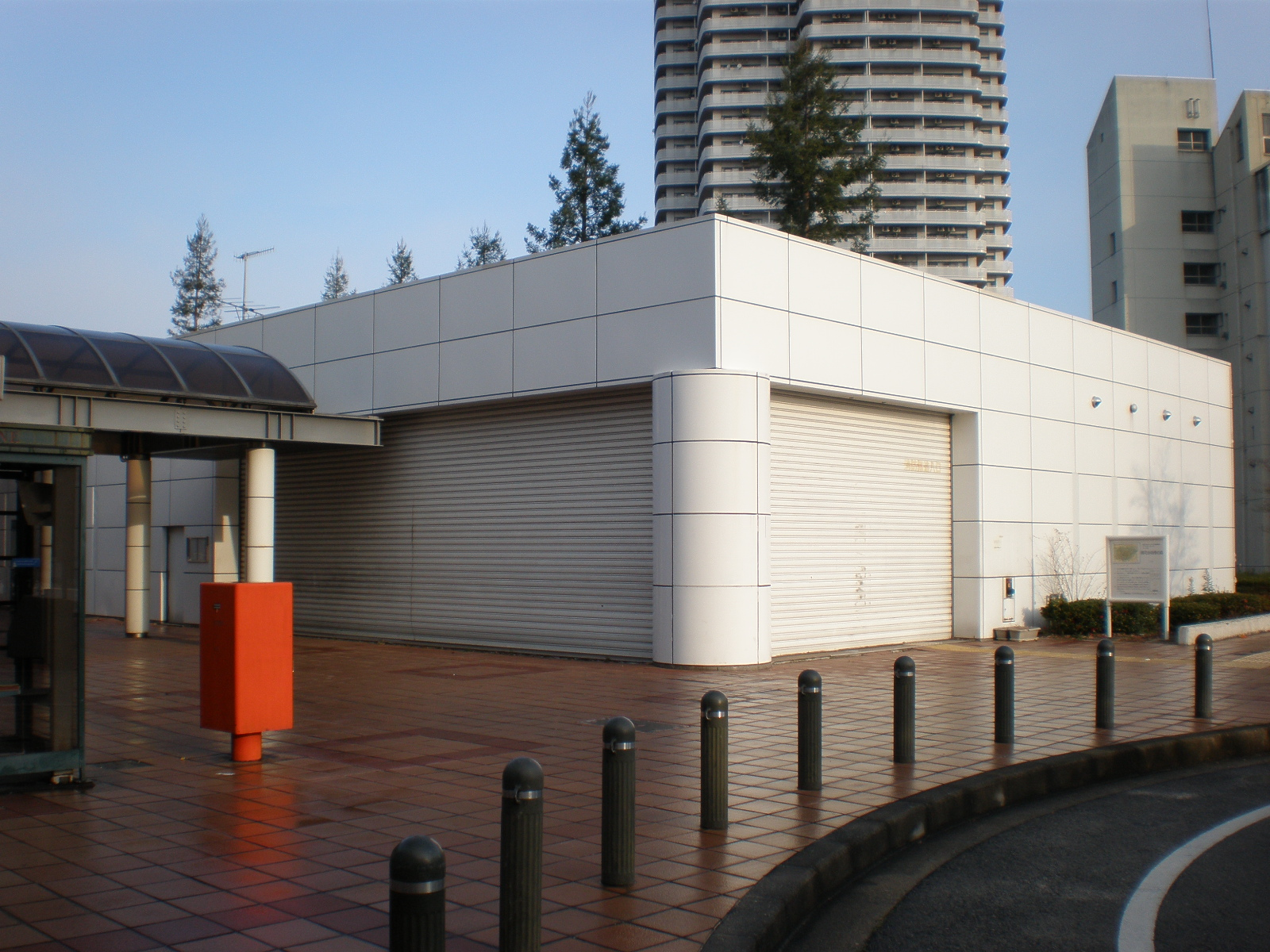
桃花台中心站（2008年12月27日摄）